# FS ALe 402
Die Triebwagen der Baureihen ALe 402 der italienischen Ferrovie dello Stato (FS) waren leichte Elektrotriebwagen, die mit einem Speisesaal ausgerüstet waren und im Schnellzugverkehr eingesetzt wurden. Die 2 Fahrzeuge mit beidseitig aerodynamischer Viperkopfform wurden von Breda gebaut und als ALe 40.2001 und 40.2002 abgeliefert. Letzterer wurde 1965 zum reinen Personentriebwagen ALe 782.001 umgebaut.
Die technisch den Baureihen ALe 792 und ALe 882 ähnlichen Triebwagen wurden 1938 abgeliefert. Wagen 2002 wurde 1940 bei einem Brand zerstört und danach abgebrochen, Wagen 2001 wurde durch Kriegshandlungen während des Zweiten Weltkriegs 1943 beschädigt. Er wurde 1953 wieder aufgebaut, wobei ein aerodynamischer Kopf entfernt wurde und durch eine gerade Stirnwand mit Faltenbalg ersetzt wurde, sodass ein Übergang zu einem Nachbarfahrzeug möglich war. Der Triebwagen glich nun stark den ebenfalls asymmetrischen ALe 400 bis auf das fehlende Gepäcktor hinter dem Führerstand der aerodynamischen Seite.
Der ALe 402.001 wurde zusammen mit anderen Fahrzeugen aus der Familie der Vorkriegstriebwagen in hochwertigen Schnellzügen eingesetzt, bis sie in den 1960er Jahren von den ALe 601 abgelöst wurden. Ein weiterer Umbau machte 1965 aus dem ALe 402.001 einen normalen Triebwagen mit 78 Sitzplätzen 2. Klasse, der als Einzelfahrzeug der Baureihe ALe 782 zugeordnet wurde.